# Jürgen Pietsch
Jürgen Pietsch (* 1948 im Hohenhof, Hagen) ist ein deutscher Stadtplaner, Landschaftsgärtner und Stadtökologe.

## Leben
Nach einer Lehre als Landschaftsgärtner studierte er Landschaftsplanung, Regionalplanung und Philosophie an der Gesamthochschule Essen sowie an den Universitäten Hannover (Abschluss als Diplom-Ingenieur) und Kaiserslautern. Seit den 1970er Jahren sammelte er Erfahrungen in den Themenfeldern Stadtökologie, Umweltbewertung, Umweltbilanzen und Umweltindikatoren, Ökologische Planung, Methodenentwicklung, Smart Green Cities und entwickelte zukunftsfähige Lösungen, eingebettet in wissenschaftliche Theorie, Transdisziplinarität und Nachhaltigkeit.
An der Universität Essen (GHS) entwickelte er, gefördert durch das Ministerium für Arbeit, Gesundheit und Soziales in Nordrhein-Westfalen, bis 1979 das „Bewertungssystem für Umwelteinflüsse“. 1981 promovierte er an der Universität Kaiserslautern zum Dr.-Ing. mit dem Thema „Ökologische Planung“. Als eine Vorarbeit für die IBA Emscherpark erarbeitete er, gefördert durch das nordrheinwestfälische Umweltministerium, die Konzeption „Ökologische Planung Ruhrgebiet“.
1984 folgte er dem Ruf auf die Professur „Stadtökologie – Methoden der Umweltplanung“ an die Technische Universität Hamburg-Harburg (TUHH). Dort war er am Aufbau des Studiengangs Stadtplanung beteiligt. Zu seinen Forschungsfeldern gehörten Siedlungs-Metabolismusgeschichte, Urbane Kulturlandschaften sowie intelligente Ökosysteme für Megacities – Smart Green Cities.
Jürgen Pietsch war maßgeblich an der Entwicklung von Methoden und Verfahren zur Umweltverträglichkeitsprüfung (UVP) beteiligt, u. a. im Forschungsprojekt „Rechnergestützte Umweltverträglichkeitsprüfung“ (zusammen mit IBM Deutschland), das bei der UVP für die EXPO 2000 in Hannover Anwendung fand.
Bis 1994 war er Projektleiter im interdisziplinären Forschungsprojekt „Urban-industriell überformte Böden“ (Förderer: BMFT). In diesem Kontext entstand 1991 eine Buchveröffentlichung zum Thema „Stadtböden“ (mit Heino Kamieth). Im Arbeitsbereich Städtebau / Stadtökologie wurden eine Reihe von Projekten durchgeführt, an denen Jürgen Pietsch maßgeblich beteiligt war. Dazu gehören das Forschungs- und Entwicklungsvorhaben „Umweltbilanzen im kommunalen Maßstab“ (bis 1999, Förderer: Volkswagen Stiftung), „Planning System for Sustainable Development“, ein Interreg-IIc-Projekt mit skandinavischen Partnern (bis 2001, Förderer: Europäische Union), Entwicklung von „SusCh@nge Nachhaltigkeitsindikatoren“ (bis 2002, Förderer: Wissenschaftsbehörde Hamburg).
Bis 2003 war Jürgen Pietsch Mitglied der Projektgruppe „Umweltindikatoren zur volkswirtschaftlichen Gesamtrechnung“ beim Statistischen Bundesamt.
An der seit 2006 bestehenden HafenCity-Universität Hamburg HCU übernahm Pietsch den Aufbau und Leitung der i-environments / Smart Green Cities + 4thNature-Teams.

## Weitere Arbeitsgebiete
Ein Schwerpunkt von Jürgen Pietsch ist das Themenfeld Standortentwicklungen von Universitäten: Seine Tätigkeit gilt unterschiedlichen Hochschulen in Europa und Ostasien, von der Universität Essen über die Entwicklung der Hamburger Universitäts-Landschaft und die ETH Zürich oder Konzepte zur Daedok Innopolis in Korea bis zum Lern- und Forschungsort Belval in Luxemburg. In diesem Kontext entstand unter anderem die Leitstudie „‚Kultivierung von Kultur- und Wissensräumen‘ – Nachhaltige Prozesse kultivieren statt vergeblich Ideal-Zustände Planen“. In der Diskussion um die Weiterentwicklung der Hamburger Hochschullandschaft analysierte er für die Handelskammer Hamburg „Stadtregionen 2010 in der Wissensgesellschaft“ (In: IHK Standpunkte 10/2009) und erarbeitete die Studie „Hamburger Wissensstandorte 2020“ mit Optionen zur nachhaltigen Neugestaltung von Hochschul- und Forschungsstandorte der Stadt.
Sein besonderes Interesse gilt seit den 1990er Jahren Südkorea. Dies begann mit dem Transfer von Umweltverträglichkeitsprüfungslösungen von Deutschland nach Korea in den frühen 90er Jahren. Projekte entstanden seither mit vielen Organisationen, Universitäten, Städten oder der World Technopolis Association WTA. Seit Oktober 2010 besteht eine wissenschaftliche Kooperation mit dem Korean Research Institute for Human Settlements (KRIHS). Auch eine Reihe von Aktivitäten zu gegenseitigem Austausch und zur internationalen Zusammenarbeit konnten in diesem Kontext etabliert werden: Dazu gehören das Projekt “Smart Green Urban Ecosystems” (Laufzeit 2013–2015, Korea-Germany Mobility Programm, finanziert vom BMBF). Das deutsch-koreanische Entwicklungsvorhaben „Smart Green Cities“ (bis 2016) wurde gefördert vom deutschen BMFT und dem koreanischen Ministry of Science and ICT. Aktuell schließt sich die „Smart Green Cities-Forschungskooperation“ mit Korea Land & Housing an.
Nach seiner Emeritierung in Hamburg hatte Jürgen Pietsch 2014/2015 die Gottfried-Herder-Professorship an der Chungnam National University in Daejeon inne. Auf Anregung eines koreanischen Freundes beschäftigt sich Pietsch seit 2016 mit der Feinstaubproblematik im Außenraum und der Verbesserung der Luftqualität in Innenräumen. Er kreierte dazu moosbasierte Techniken zur Immissionsreduktion. Daraus entstanden koreanische wie internationale Patente und Produktentwicklungen. So etwa Patente für die D-A-CH-Länder und Korea wie die „Vorrichtung zur Immissionsreduktion“ und die „Vorrichtung zur Verbesserung der Luftqualität in Innenräumen“.
Das derzeit laufende Forschungs- und Entwicklungsprojekt „Kultivierung urbaner soil carbon sequestration Ökosysteme“ zeigt auf, wie Kohlendioxid nachhaltig in urbanen Böden festgelegt werden kann. Jürgen Pietsch ist Mitglied im Wissenschaftlichen Beirat des Bundesverbandes der Gartenfreunde.
2021 erfolgte die Gründung des Start-ups SmartEcoTec GmbH. 2022 wurde seinem strategischen Ansatz des „Cultivation Thinking“ Markenschutz erteilt.

## Themenfeld Kunst und Landschaft
Eine weitere Dimension in der wissenschaftlich-kulturellen Arbeit mit und an Landschaft erschließt sich für Jürgen Pietsch über einen künstlerischen Zugang. In einer Ausstellung im Harburger Binnenhafen trug er 1996 „künstlerische, wissenschaftliche und planerische Sichten auf Siedlungen als Landschaften“ zusammen, von Gemälden früher Industriearchitekturen in Hamburg über Planungsutopien von Hans Bernhard Reichow, von Archigram und Günter Bock, Haus Rucker Co, Ettore Sottsass oder MVRDV bis zu stadtbezogenen Werken von Werner Nöfer oder Michel Sorkin. Dabei wirkte er als Kurator. Sein Fotoprojekt zu koreanischen Stadtlandschaften stellte das Korea Uni UrbanLab 2016 unter dem Titel „Hybrid Landscapes“ in der Korea University in Seoul aus. Auch das Buch „Das Hohe Elbufer in Hamburg – Eine Stadtkulturlandschaft entdecken“ (verfasst mit Jan Michael Runge) regt zu einer kulturellen Auseinandersetzung mit Landschaft an.

## Veröffentlichungen (Auswahl)
- Jürgen Pietsch: Ökologische Planung – Ein Beitrag zu ihrer theoretischen und methodischen Entwicklung, Universität Kaiserslautern, Diss., 1981
- Angela Schwabl, Jürgen Pietsch: Ein Expertensystem für die Durchführung einer Umweltverträglichkeitsprüfung (UVP), : in: A. Jaeschke/B. Page (Hrsg.): Informatikanwendungen im Umweltbereich, Springer Verlag, Berlin, Heidelberg, New York, 1988, ISBN 978-3-540-19127-8
- Jürgen Pietsch, Heino Kamieth; Stadtböden – Entwicklungen, Belastungen, Bewertung und Planung, Taunusstein, Eberhard Blottner Verlag, 1991, ISBN 978-3-89367-004-8
- Jürgen Pietsch: StadtLandschaften – Künstlerische, wissenschaftliche und planerische Sichten auf Siedlungen als Landschaften. Ausstellungskatalog, 1996
- Jürgen Pietsch, Karsten Runge: Vorsorge vor kumulativen Umweltbelastungen durch räumliche Planung – Evaluation und Entwicklung konzeptioneller Grundlagen, Hochschulschrift, TUHH, Hamburg 1998
- Jürgen Pietsch: Present and New Indicators, In: Henning Sten Hansen (Ed.): PSSD – Planning System for Sustainable Development: The Methodical Report, Denmark National Environmental Research Institute, Kopenhagen 2001, ISBN 978-87-7772-603-3
- Jürgen Pietsch: e-CityRegions – The transdisciplinary platform for analysing, planning and management of information societies City Regions, CORP Wien, 2001, Paper (abgerufen am 18. August 2022)
- Jürgen Pietsch: StadtRegionen – Die Kulturlandschaften der Wissensgesellschaft, in: Hrsg. Diethild Kornhardt/Gabriele Pütz/Thies Schröder: Mögliche Raume – Stadt schafft Landschaft. Junius Verlag Hamburg, 2002, ISBN 978-3-88506-525-8
- Astrid Kroschke/Jürgen Pietsch: Succession Patterns of Settlements - Metabolism and (post)industrial Civilisation. In: Proceedings of the Fifth International Conference on EcoBalance Practical Tools and Thoughtful Principles for Sustainability, 2002, Tsukuba, Japan, OCLC 814018750
- Jürgen Pietsch: ‚Kultivierung von Kultur- und Wissensräumen‘ – Nachhaltige Prozesse Kultivieren statt vergeblich Ideal-Zustände Planen, CORP Wien, 2005, Paper (abgerufen am 18. August 2022)
- Jürgen Pietsch, Sunju Lee: 4thNature – Ambient Assisted Urban Resources. Wie Green Cities nachhaltig befördert werden können, CORP Wien, 2010, Paper (abgerufen am 18. August 2022)
- Jürgen Pietsch, Jan Michael Runge: Das Hohe Elbufer in Hamburg. Eine Kulturlandschaft entdecken, Ellert & Richter Verlag, Hamburg, 2019, ISBN 978-3-8319-0746-5